# Rei, al di là del suo cuore
Rei, al di là del suo cuore (レイ、心のむこうに?, Rei, kokoro no mukō ni, lett. "Rei, al di là del cuore"), noto anche con il titolo inglese Rei I, è il quinto episodio della serie televisiva anime Neon Genesis Evangelion, prodotta dallo studio Gainax e diretta da Hideaki Anno.
Andato in onda sul canale TV Tokyo il 1º novembre 1995, venne sceneggiato da Akio Satsukawa e Hideaki Anno e diretto da Keiichi Sugiyama. La storia, ambientata a distanza di quindici anni da una catastrofe planetaria nota come Second Impact, ha per protagonista Shinji Ikari, un ragazzo che giunge nella futuristica città di Neo Tokyo-3 sotto richiesta del padre, Gendō Ikari, capo dell'agenzia speciale Nerv, per guidare un mecha gigante denominato Eva e combattere in questo modo assieme ad altri piloti dei misteriosi esseri chiamati angeli. Nel corso dell'episodio Shinji cerca invano di entrare in contatto con Rei Ayanami, sua collega pilota che sembra avere un misterioso legame d'intimità con suo padre, il quale rimane invece freddo e distaccato nei suoi riguardi.
Rei, al di là del suo cuore contiene diversi riferimenti a concetti scientifici, come le basi azotate e il dualismo onda-particella, e ad altre opere di fantasia precedenti, come Andromeda e Sailor Moon. L'atteggiamento laconico e silenzioso del personaggio di Rei invece è stato paragonato dai critici alla situazione socio-culturale giapponese, in particolare alla generazione nata a cavallo degli anni settanta, mentre la sua casa è stata paragonata ai complessi residenziali del Giappone del dopoguerra.
Rei, al di là del suo cuore ottenne un indice d'ascolto del 7,2% sulla televisione giapponese e ricevette una buona accoglienza da parte del pubblico e i critici, i quali apprezzarono in particolar modo l'introduzione del personaggio di Rei, l'aura di misteriosità presente attorno alla sua figura e la sceneggiatura dell'episodio.

## Trama
Rei Ayanami, pilota di un gigantesco mecha chiamato Evangelion, è sottoposta con la sua Unità 00 a un esperimento di sincronia da parte degli operatori dell'agenzia speciale Nerv. Durante l'esperimento l'Eva-00 va fuori controllo, distruggendo le pareti e le finestre della stanza dell'esperimento prima di fermarsi. L'abitacolo di Rei viene espulso grazie a uno speciale sistema di propulsione dal corpo dell'umanoide, schiantandosi prima contro le pareti e poi al suolo; Gendō Ikari, comandante della Nerv, corre ad aprire l'abitacolo per accertarsi delle condizioni di Rei. La pilota è ferita, ma è viva e cosciente. Gendō invece si ustiona il palmo della mano e danneggia i suoi occhiali nel tentativo di salvare Rei.
Ventidue giorni dopo, Shinji Ikari, pilota dell'Unità 01, nota che Rei è sempre in disparte a scuola, come se non avesse stretto amicizia con nessuno e sia disinteressata ai suoi compagni di classe. Mentre è al quartier generale della Nerv, Shinji vede la ragazza sorridere e saltare di gioia alla vista di suo padre, il comandante Ikari, il quale sembra riservarle a propria volta un atteggiamento di confidenza. A Shinji intanto viene affidato dalla dottoressa Ritsuko Akagi il compito di consegnare a Rei la nuova carta d'identità della Nerv e si reca nel suo appartamento. Trovando la porta aperta, il ragazzo entra e si imbatte nei vecchi occhiali danneggiati del padre, che Rei tiene sul comodino come ricordo. Shinji si mette gli occhiali del padre; Rei, appena uscita dalla doccia e completamente nuda, si arrabbia e cerca di sottrargli le lenti. Shinji finisce per inciampare e atterrare su di lei, toccandole inavvertitamente il seno. Rei non si scompone e continua a ignorare stoicamente il collega mentre cerca nervosamente di scusarsi. La ragazza viene poi sottoposta a un nuovo esperimento di sincronia con l'Eva-00, che viene interrotto dall'attacco di un nuovo nemico, il quinto angelo Ramiel. Shinji esce con l'Eva-01 per intercettare l'angelo, che spara un cannone a particelle accelerate che colpisce il petto del mecha. Shinji urla di dolore mentre il petto dell'Eva-01 inizia a sciogliersi per il calore.

## Produzione

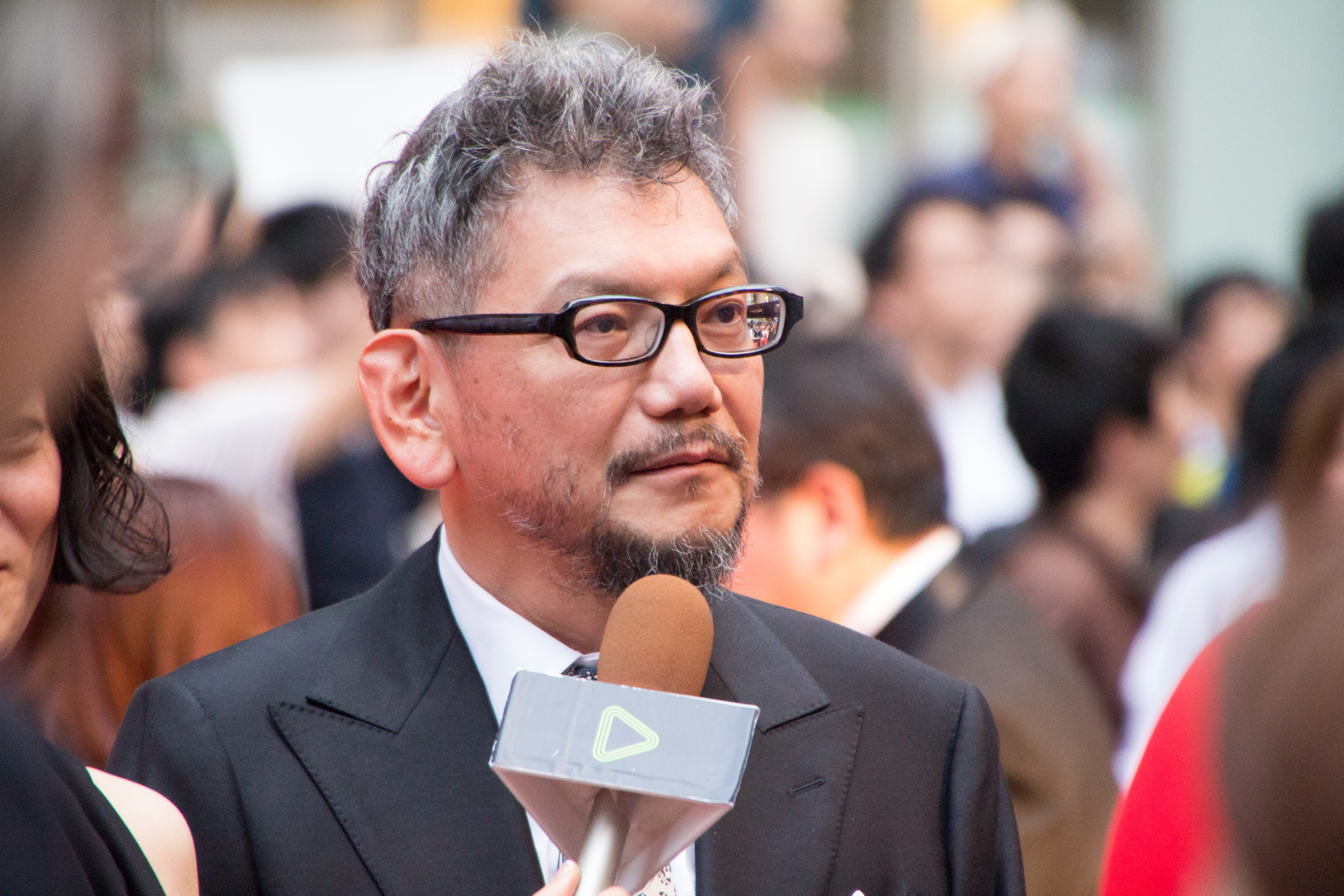
Hideaki Anno, regista e sceneggiatore di Neon Genesis Evangelion

Negli intenti iniziali degli autori il quarto episodio di Neon Genesis Evangelion, Fuga sotto la pioggia, non era previsto. Il piano originale prevedeva che dopo il terzo, Un telefono che non squilla, sarebbe seguito subito quello che sarebbe grossomodo diventato Rei, al di là del suo cuore. Dopo la battaglia contro l'angelo Shamshel Shinji avrebbe immediatamente stretto amicizia con i suoi due compagni di classe Tōji Suzuhara e Kensuke Aida alla fine del terzo episodio, ricevendo finalmente una chiamata da parte loro. Con il progredire della produzione, però, il personale decise che sarebbe stato più opportuno rappresentare con maggiore dovizia le relazioni interpersonali di Shinji, rimandando l'inizio dell'amicizia fra lui e i due compagni di scuola al quarto episodio. Hideaki Anno, regista e principale sceneggiatore dell'opera, si trovò inoltre in difficoltà dopo la scrittura della sceneggiatura del primo episodio, L'attacco dell'angelo, che richiese circa sei mesi per essere completata, dunque decise di mettere subito mano a Rei, al di là del suo cuore e Battaglia decisiva a Neo Tokyo-3 prima ancora del terzo e del quarto episodio. Per questioni di produzione il doppiaggio seguì lo stesso ordine. Nel 1993, agli albori della produzione su Evangelion, la Gainax pubblicò un documento di presentazione della serie in cantiere, nel quale vennero già stabiliti il titolo e la trama di base del quinto episodio. Rei, al di là del suo cuore venne scritto a quattro mani da Hideaki Anno e Akio Satsukawa; Jun'ichi Satō si occupò degli storyboard sotto lo pseudonimo di Kiichi Jinme, Keiichi Sugiyama occupò il ruolo di regista e Masahiko Ohtsuku quello di assistente alla regia. Shunji Suzuki lavorò come capo animatore, mentre Seiji Kio funse da assistente al character design.
Una volta chiusa la prima parte del percorso evolutivo di Shinji, conclusosi nella scena finale di Fuga sotto la pioggia, Anno decise di focalizzarsi invece sul personaggio di Rei Ayanami nei due episodi seguenti. Durante la produzione egli incontrò delle difficoltà nel processo di scrittura del personaggio, non sentendosi particolarmente interessato o affine ad Ayanami. Egli comunque cercò di far convogliare in lei un lato nascosto e intimo della propria psiche profonda, concependola dunque come una rappresentazione del proprio inconscio individuale. Egli dichiarò inoltre che durante la produzione della serie si dimenticò quasi della sua stessa esistenza, dandole uno spazio molto marginale. Nel quinto episodio, ad esempio, esplicitamente dedicato al personaggio, Rei pronuncia soltanto sei battute e cinquantadue parole in totale. Anche la sua storia cambiò in corso d'opera. In una bozza del primo episodio Rei avrebbe dovuto aiutare Shinji soccorrendolo a bordo di un'unità Evangelion, ferendosi nello scontro. Secondo Kazuya Tsurumaki, assistente alla regia di Neon Genesis Evangelion, lo scenario iniziale avrebbe dato a Shinji una valida ragione per scegliere di diventare pilota dell'Eva-01, con il pensiero che Rei fosse ferita a causa sua, ma la trama venne poi cambiata in fase di realizzazione dal personale. Solo in un secondo momento venne pensato lo scenario finale, nel quale Rei si ferisce invece durante un esperimento di sincronia con il proprio Eva-00, poi mostrato nel quinto episodio. L'idea della rottura degli occhiali di Gendō Ikari venne suggerita in fase di produzione da Yoshiyuki Sadamoto, character designer della serie.
La scena in cui Shinji entra nella camera di Rei venne fatta nello stile tipico di Neon Genesis Evangelion, mentre la sequenza in cui Rei viene mostrata come una normale ragazza di quattordici anni venne realizzata nello stile di Jun'ichi Satō, noto per il suo lavoro sulla versione animata di Pretty Guardian Sailor Moon. Nella scena in cui Misato, Ritsuko e Shinji cenano insieme la produzione disegnò Misato prendendo ispirazione da Usagi Tsukino, protagonista di Sailor Moon. Nella stessa sequenza il personale inserì dei simboli grafico-umoristici sulle teste dei personaggi ispirati ai manga di genere shōjo, tra i quali lo stesso Sailor Moon. Satō cercò inoltre di rappresentare la scena in cui Shinji viene scoperto con gli occhiali di Rei imitando lo stile di Leiji Matsumoto. Egli tentò di aggiungere altri dettagli nella descrizione della vita quotidiana dei personaggi in fase di realizzazione, ma Anno pensò che lo scenario di Satō calcasse troppo la mano su questo particolare aspetto. Anno diede come istruzione soltanto quella di rappresentare la camera di Rei come una «stanza desolata», e per raffigurarla Akio Satsukawa si ispirò a un appartamento che visitò mentre lavorava a orario ridotto come idraulico. Per Satsukawa fu semplice scrivere Rei, al di là del suo cuore, e il prodotto finale andato in onda differì molto poco rispetto alla bozza iniziale che lui scrisse di proprio pugno. Jin Yamanoi e Yūko Miyamura doppiarono le operatrici della Nerv udibili in sottofondo in alcune scene dell'episodio, Kōichi Nagano e Hiro Yūki due compagni di scuola di Shinji non identificati, mentre Megumi Hayashibara, interprete giapponese di Rei Ayanami, cantò una propria interpretazione di Fly Me to the Moon poi usata come sigla di chiusura dell'episodio.

## Tematiche, stile e riferimenti culturali
In Rei, al di là del suo cuore sono presenti diversi riferimenti a concetti scientifici, della biologia e della fisica in particolare. Durante l'incidente di malfunzionamento dell'Eva-00, per esempio, la Nerv adopera una bachelite speciale per fermare i movimenti dell'umanoide; il nome costituisce un riferimento all'omonima resina fenolica. Nella scena seguente la dottoressa Akagi analizza il corpo del quarto angelo, Shamshel, e il suo diagramma d'onda, trovandolo simile a quello dei geni umani. Sul suo computer compare la scritta pattern: blue, dal momento che la materia che costituisce il corpo di Shamshel ha una lunghezza d'onda corrispondente a quella della luce blu. Su un'altra schermata compare inoltre una mappatura del codice genetico umano con le lettere A, C, G e T, corrispondenti alle quattro basi azotate dell'adenina, la citosina, la guanina e la timina. Secondo Ritsuko la disposizione dei segnali delle due mappe corrisponde al 99,89%. Ritsuko osserva inoltre che la composizione di Shamshel sembra avere caratteristiche particellari e ondulatorie, proprio come la luce. Carl Gustav Horn, curatore dell'edizione nordamericana del manga di Evangelion, ha sottolineato come i fotoni attraverso i quali viene espresso lo spettro elettromagnetico abbiano proprietà simili. Gli scrittori Kazuhiza Fujie e Martin Foster hanno collegato i dati forniti da Ritsuko al dualismo onda-particella dei materiali quantici. Nella stessa scena compare sullo schermo di Ritsuko anche un codice 601, indicante la possibilità di ulteriore analisi. Il codice costituisce un tributo alla pellicola fantascientifica Andromeda, tratta dall'omonimo romanzo di Michael Crichton del 1969.
In una scena gli occhiali del comandante Ikari si rompono e Rei decide di tenerli per sé. Lo scrittore Fabio Bartoli ha collegato l'immagine del vetro infranto con quella del cristallo; Bartoli ha perciò interpretato gli occhiali di Gendō come un riferimento agli shinjinrui (新人類? lett. "nuova razza umana"), cioè la generazione giapponese nata verso gli anni settanta, caratterizzata da pensieri e atteggiamenti completamente alieni dalle precedenti e nota anche come crystal-zoku (クリスタル族? lett. "tribù di cristallo"). Nel corso dell'episodio vengono inoltre inquadrati i palazzi del vicinato di Rei, tutti costituiti da palazzi mammut uguali e temporanei da demolire. I critici d'animazione hanno paragonato i palazzi ai danchi (団地? lett. "terre di gruppo"), i complessi abitativi densamente popolati tipici del Giappone del dopoguerra, e alla biografia del personaggio, notando come questa sia in realtà un clone sostituibile in caso di morte. Lo scrittore Dennis Redmond ha interpretato l'immagine del laboratorio tecnologico presentata dall'episodio, da lui esemplificata nel personaggio di Ritsuko, come un riflesso della situazione sociale e naturale del Giappone del dopoguerra. Il filosofo Hiroki Azuma ha invece paragonato la stanza di Rei, simile a un laboratorio scientifico pieno di medicine, ai Satyam, i laboratori del nuovo movimento religioso Aum Shinrikyō, una setta esoterica al centro dell'attenzione pubblica giapponese durante la prima messa in onda della serie.
Secondo Kazuya Tsurumaki, assistente alla regia di Neon Genesis Evangelion, nei primi episodi è presente «una comunicazione distante e impacciata» tra Shinji e Rei, o lo stesso Shinji e suo padre. Egli ha perciò descritto Neon Genesis Evangelion come una «storia sulla comunicazione». In Rei, al di là del suo cuore Shinji cerca in diversi modi di comunicare e stabilire una relazione con Rei, la quale intrattiene un legame misteriosamente stretto con suo padre Gendō, ma Rei rifiuta il suo tentativo di contatto riservandogli un atteggiamento freddo e distaccato. Benché i due colleghi riescano ad avere dei dialoghi di circostanza non riescono a comunicare a livello emotivo, e Rei dal canto suo pare nemmeno capire il senso delle azioni di Shinji. In una scena quest'ultimo vede Rei conversare con suo padre, sorridendo e saltando come una ragazzina innamorata. Secondo Jun'ichi Satō però questa impressione è frutto di un eccesso da parte degli animatori e potrebbe essere interpretato come un fraintendimento da parte di Shinji. In un'altra scena Shinji cerca di iniziare una conversazione con Ayanami sulle scale mobili del quartier generale della Nerv e critica suo padre; Rei risponde alle sue frasi dandogli uno schiaffo. Kazuhisa Fujie e Martin Foster hanno notato come Rei lo schiaffeggi «proprio come farebbe una mamma ai capricci di un figlio disubbidiente». I critici Brian Camp e Julie Davis hanno invece descritto le scale mobili come un elemento caratteristico della serie e dello stile registico di Anno. La scrittrice Susan J Napier, seguendo il critico giapponese Toru Endo, ha interpretato la discesa nella base della Nerv e l'immagine delle scale mobili e degli ascensori, motivi ricorrenti per tutta la serie, come una metafora della «discesa nell'inconscio». Secondo il critico Krystian Woznicki, inoltre, la staticità delle scene con le scale mobili sarebbe un lascito degli esordi dell'animazione giapponese, quando le storie erano in larga parte narrate verbalmente.
Quando Shinji entra nella camera di Rei, completamente nuda e appena uscita dalla doccia, egli cade accidentalmente su di lei, toccandole involontariamente i seni. La scena è stata descritta dai critici come una critica o una satira del tipico fan service presente in altri anime. Secondo Christopher Kay di The Artifice Anno usa tali scene per lanciare una critica nei confronti degli appassionati fanatici d'animazione, noti in giapponese con il termine otaku, i quali si rifugiano nella finzione e in un mondo virtuale accomodante. Per Carl Gustav Horn la scena costituirebbe un rimando a una sequenza della pellicola Le ali di Honneamise. Noah Black di Mccccagora ha inoltre paragonato il comportamento dimostrato da Rei nel corso dell'episodio alla «teoria dell'isolazionismo», un atteggiamento psicologico nel quale una persona dimostra le proprie emozioni soltanto in situazioni estreme, agendo invece quasi sempre come se non avesse sentimenti per le altre persone per non destare attenzioni indesiderate. Per il critico giapponese Akio Nagatomi il comportamento di Ayanami rifletterebbe uno dei tratti tradizionali della società giapponese, il «complesso del martire», un peculiare atteggiamento per il quale una persona cerca in tutti i modi di svolgere il ruolo affibbiatogli senza curarsi di eventuali ripercussioni personali.

## Accoglienza
Rei, al di là del suo cuore venne trasmesso per la prima volta sulla televisione giapponese il primo novembre 1995, registrando un indice d'ascolto nazionale del 7,2%, il più alto mai registrato per un episodio di Neon Genesis Evangelion fino a quel momento. Secondo l'accademica Olga Kopylova dopo la messa in onda dell'episodio il personaggio di Rei Ayanami acquistò un grande seguito. Nel 1996 Rei, al di là del suo cuore si posizionò quinto fra i migliori episodi nell'Anime Grand Prix, un grande sondaggio annuale condotto dalla rivista Animage.
La rivista Newtype ha elogiato Rei, al di là del suo cuore, descrivendo l'animazione della scena in cui Rei sorride al comandante Ikari come «eccellente». Joel Cunningham di Digitally Obsessed lo ha giudicato un episodio «coinvolgente», grazie soprattutto al fascino del personaggio di Ayanami; inoltre: «Il finale con colpo di scena, un po' di azione mecha e qualche simpatica interazione tra Shinji e Misato aiutano». I critici hanno elogiato in particolar modo l'introduzione di Rei e l'aria di mistero presente intorno al suo personaggio. Justin Wu di The Artifice ha notato come in Rei I venga rivelato che tutte le informazioni sul passato di Rei sono state cancellate dal database della Nerv e questo «genera il senso di mistero che circonda il personaggio»; Wu ha inoltre notato che prima di Evangelion un personaggio per essere considerato misterioso doveva essere una persona con un passato contorto e spesso tragico, mentre Rei viene presentata come una ragazza senza passato.
Il recensore di Animé Café Akio Nagatomi ha apprezzato l'introduzione di nuovi misteri e le interazioni fra i personaggi presentate dall'episodio. Nel loro libro Anime Classics Zettai! gli scrittori Brian Camp e Julie Davis hanno descritto la scena in cui Shinji e Rei parlano su una scala mobile come un esempio delle «intricate composizioni geometriche» in cui sono spesso inseriti i personaggi di Neon Genesis Evangelion, lodando la composizione e il montaggio delle scene della serie. Il filosofo Hiroki Azuma ha elogiato la rappresentazione della stanza di Rei, dicendo che: «La solitudine di Rei è fondata su una sostanzialità completamente tattile che ci offre immagini estremamente realistiche dell'incomunicabilità che affrontano i bambini di oggi». Anche l'animatore Yūichirō Oguro ha espresso apprezzamento per il design dei personaggi, l'animazione e il lavoro del capo animatore Shunji Suzuki.
Nel diciannovesimo episodio della serie anime Claymore Raki salva Priscilla da un blocco di mattoni che sta cadendo, finendo sopra di lei. Raki si accorge di avere la mano sul seno di Priscilla e si alza imbarazzato per scusarsi. La scena è stata paragonata a quella in cui Shinji cade su Rei presente nella seconda metà dell'episodio. Sono stati prodotti inoltre diversi articoli di merchandise ufficiale su Rei, al di là del suo cuore, come indumenti e prodotti culinari.